# Michael Mautner Markhof
Michael Mautner Markhof (* 12. Dezember 1950 in Wien; † 5. Mai 2023 ebenda) war ein österreichischer Politiker (ÖVP) und Unternehmer. Er war von 1993 bis 1998 Abgeordneter zum Landtag von Niederösterreich.

## Leben
Mautner Markhof besuchte nach der Volksschule das Akademische Gymnasium in Wien und legte die Matura ab. Er studierte in der Folge Rechtswissenschaften an der Universität Wien und promovierte 1975 zum Dr. jur. In der Folge arbeitete er in der Industrie bzw. Wirtschaftstreuhändern und Steuerberatern und engagierte sich ab 1985 lokalpolitisch als Gemeinderat in Schwechat. Er war ab 1996 Stadtrat und fungierte zwischen 2000 und 2010 erneut als Gemeinderat. Zudem vertrat er die ÖVP zwischen dem 7. Juni 1993 und dem 16. April 1998 im Niederösterreichischen Landtag.
Beruflich war Mautner Markhof im Aufsichtsrat der Brau AG sowie Vorstandsmitglied der St. Georg Verwaltungs- und Beteiligungs-KG. Innerhalb des Mautner-Markhof-Konzerns war er Leiter des Rechtsbüros.
Der Vater von drei Kindern war auch mehrmaliger Tennis-Jugendmeister.

## Auszeichnungen
- Goldenes Ehrenzeichen für Verdienste um das Bundesland Niederösterreich (2011)[2]